# Wind Hellas
Wind Hellas Telecommunications S.A. (abans STET Hellas Telecommunications S.A., i posteriorment TIM Hellas Telecommunications S.A.) era una empresa grega de telecomunicacions que pertany a Largo Intermediary Holdings Ltd.
El 2023 es va fusionar amb Nova Greece.

## Història

### TELESTET Hellas
STET Hellas Telecommunications S.A. va ser fundada el 28 de juliol de 1992 com a filial de l'empresa italiana de telecomunicacions STET (més tard Telecom Italia). Adquireix una llicència de vint anys per a les freqüències GSM amb el pagament de l'equivalent actual de 91,7 milions d'euros el setembre de 1992 i inicia les operacions de telefonia mòbil el 29 de juny de 1993 amb la marca TELESTET.
STET controla STET Hellas a través de STET Mobile Holding N.V., al seu torn propietat de l'empresa matriu per a activitats estrangeres STET International S.p.A.
Durant els 12 mesos següents l'empresa va créixer, arribant als 100.000 clients el juny de 1995; el 1998, STET Hellas cotitza al NASDAQ i a Euronext Amsterdam. L'any següent va arribar a 1 milió de clients. L'any 2001 va ser un dels 4 operadors nacionals adjudicataris de freqüències UMTS per 147 milions d'euros, gràcies als quals l'any 2002 va aconseguir tres primers a Grècia: el llançament del primer servei MMS, la primera aplicació per al comerç mòbil i la primera xarxa. 3G (i per tant els serveis comercials relacionats).

### TIM Hellas
El 8 de febrer de 2004 el nom de la marca es va canviar a TIM Hellas, fent-lo uniforme a l'utilitzat per la nova holding de control, TIM International N.V., una filial holandesa de Telecom Italia. També es deixa de fabricar la marca Telestet, a favor de TIM. L'octubre del mateix any, el seu nom canvia a TIM Hellas Telecommunications S.A.
El 4 d'abril de 2005, el 80,87% de TIM Hellas va ser venut a Troy Gac, en poder dels fons Apax Partners i Texas Pacific Group per 1.114,1 milions d'euros, que corresponen a un valor total de l'empresa de 1.600 milions d'euros i 16,43 euros per acció. L'operació es va acabar el juliol de 2005.
El 2006, Q-Telecom, el quart operador mòbil de Grècia, també va ser adquirit per Apax i TPG per 360 milions d'euros i, posteriorment, s'integrarà amb TIM Hellas.

### Wind Hellas
El 5 de juny de 2007, Weather Investments S.p.A. va comprar TIM Hellas per 3.400 milions d'euros (dels quals 500 milions en capital). propietat de l'empresari egipci Naguib Sawiris, que ja controlava Orascom i Wind Telecomunicazioni i canvia el nom de l'empresa per segona vegada, passant a ser WIND Hellas Telecommunications S.A., i la marca passa a ser Wind Hellas.
Després de la fusió amb Tellas (operador de telefonia fixa grega) i l'adquisició de Q-Telecom, Wind Hellas es va convertir en la segona empresa de telecomunicacions més gran de Grècia.
La recessió econòmica a Grècia va provocar greus dificultats financeres a Wind Hellas. Sawiris va vendre els actius del holding (Weather Investments) a un grup de creditors, el Comitè Ad Hoc SSN. El grup de titulars d'obligacions va crear una nova participació (Largo Ltd.) que va prendre el control total de Wind Hellas el desembre de 2010 i va nomenar un nou consell d'administració.

## Prefixos
Els números de telèfon subministrats per Wind Hellas avui comencen amb el prefix 693 i consten de deu dígits; tanmateix, la presència de la portabilitat dels números significa que hi ha números Wind Hellas amb altres prefixos i números amb el prefix 693 que pertanyen a altres operadors. Des de la fusió entre Wind Hellas i Q-Telecom el maig de 2007, Wind Hellas també es subscriu als números amb el prefix 699.

## Logotips
|           |           |      |           |           |           |           |
| 1992-1999 | 1999-2004 | 2004 | 2004-2007 | 2007-2015 | 2015-2017 | 2017-avui |